# Meadow Woods
Meadow Woods statisztikai település az Amerikai Egyesült Államok Florida államában, Orange megyében. Lakosainak száma 43 790 fő (2020. április 1.).

## Népesség
A település népességének változása:

| 2010 | 25 558 |
| 2020 | 43 790 |